# Saulius Brusokas
Saulius Brusokas (* 4. Dezember 1968) ist ein litauischer Strongman,  Vizemeister Litauens. Er lebt in der südwestlichen litauischen Stadt Marijampolė. Er vertrat Litauen in der Kategorie +105 kg  bei internationalen Weightlifting-Wettkämpfen. Sein Sohn Martynas Brusokas wurde Jugend-Vizemeister bei Ultimate World Strongman 2017 in Kanada.

## Leistungen
- 2008: Strongman-Mannschaftsmeisterschaft 2008 (Ukraine), 1. Platz
- 2003: Litauische Strongman-Meisterschaft, 2. Platz
- 2002, 2006, 2007, 2010, 2012, 2013, 2016: Litauische Strongman-Meisterschaft, 3. Platz